# Theodor Boisly
Theodor Georg Louis Boisly (* 22. November 1848 in Burg (bei Magdeburg); † 21. September 1934 ebenda) war ein deutscher Jurist und Mitglied des Preußischen Abgeordnetenhauses.

## Leben
Boisly wurde 1848 als Sohn eines Tuchfabrikanten geboren und studierte nach dem Besuch des Gymnasiums Rechtswissenschaften an den Universitäten in Heidelberg, Berlin und Halle. 1869 wurde er Mitglied der Burschenschaft Frankonia Heidelberg. Nach seinem Examen wurde er 1878 Gerichtsassessor, 1879 Amtsrichter in Lübbenau, bevor er 1882 ans Amtsgericht in Eisleben und 1889 an ein Amtsgericht in Berlin ging. 1892 wurde er Amtsgerichtsrat, später dann Landgerichtsrat, Landgerichtsdirektor und Geheimer Justizrat in Halberstadt. Von 1908 bis 1913 gehörte er dem Preußischen Abgeordnetenhaus für den Wahlkreis Sachsen, Magdeburg 8 (Oschersleben/Halberstadt/Wernigerode) an. Er war Mitglied der Nationalliberalen Partei, in deren Zentralvorstand er von 1903 bis 1917 wirkte.
Sein Sohn Hermann Boisly war von 1919 bis 1945 zweiter Bürgermeister der Stadt Quedlinburg.